# Frambozenuitbreekkommetje
Het frambozenuitbreekkommetje (Pyrenopeziza rubi) is een schimmel uit de familie Ploettnerulaceae. Het komt voor op stuwelen en hakhout. Het leeft saprotroof op dode twijgen van Rubus.

## Verspreiding
In Nederland komt het frambozenuitbreekkommetje zeer zeldzaam voor.